# Conrad Krebs

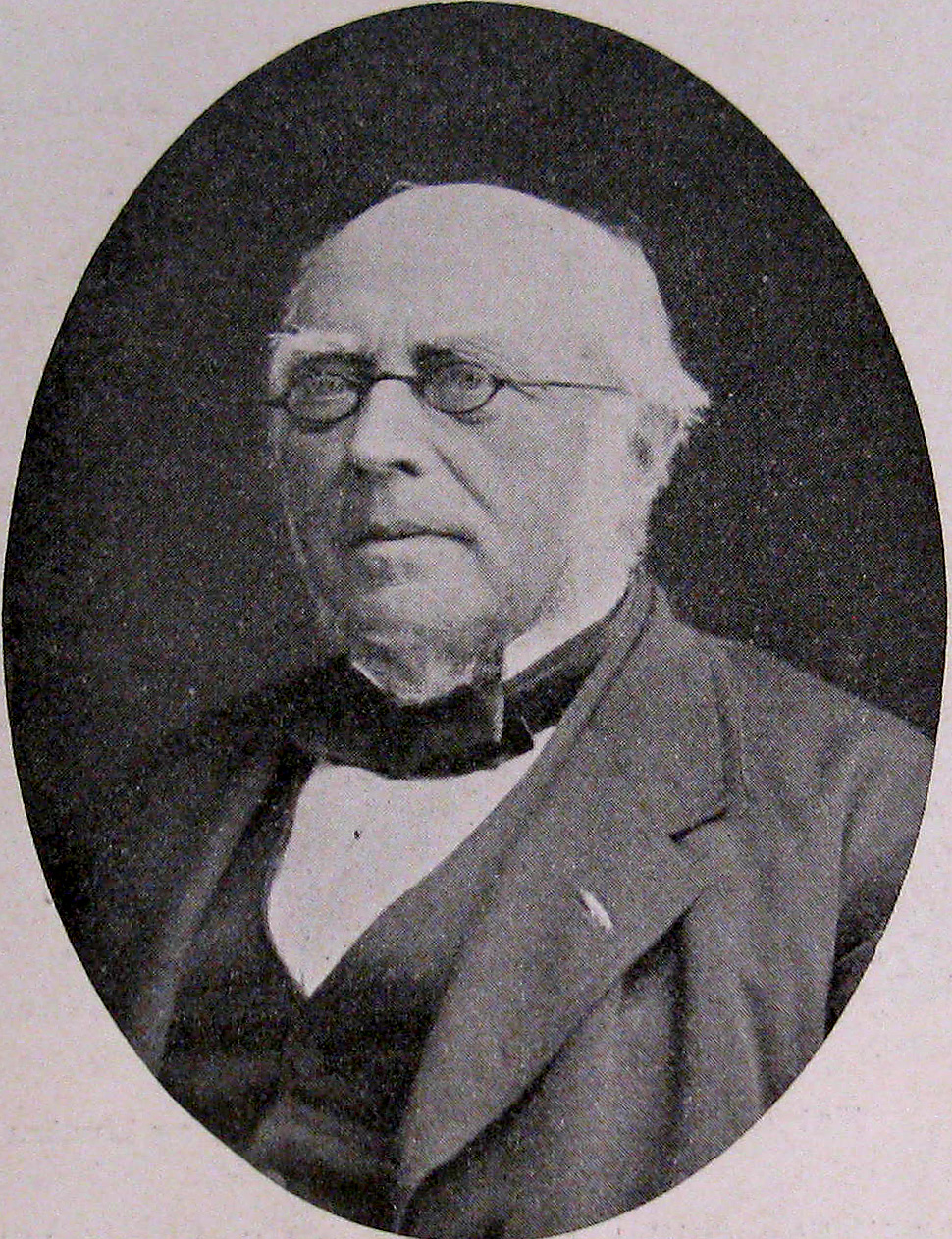
Conrad Krebs (1809–1880)

Conrad Krebs (auch Conrad Peter Julius Krebs; * 2. Juli 1809 in Kopenhagen; † 13. November 1880 ebenda) war ein dänischer Lehrer und Schulleiter. An der von ihm 1872 gegründeten Krebs' Skole wurden zahlreiche Angehörige der Oberschicht und des Adels ausgebildet. Conrad Krebs war der Schwiegersohn von Peter Hersleb Harboe Castberg.

## Familie
Conrad Krebs wurde als Sohn des Landvermessers Hauptmann (später Major) Peter Ludvig Krebs (1770–1825) und dessen Frau Manon Linde (1783–1845) in der Garnisons Kirke getauft.
Er heiratete am 27. Oktober 1838 in der Vor Frue Kirke die neunzehnjährige Mathilde Sophie Marcussen (* 2. Oktober 1819; † 11. September 1841), Tochter des Branntweinbrenners Kapitän Henrik Marcus Marcussen (1789–1861) und der Eleonora Marie Henckell (1786–1862). Nach drei Jahren starb seine Frau und hinterließ ihm die Söhne Peter Ludvig (1839–1869) und Henrik Marcussen, der drei Wochen später im Alter von vier Monaten verstarb.
Nach zwei Jahren als Witwer schloss Conrad Krebs am 8. September 1843 in Larvik eine zweite Ehe mit Helene Augusta Elisabeth Castberg (* 13. September 1825; † 10. Mai 1906), Tochter des norwegischen Pfarrers und Storting-Abgeordneten Peter Hersleb Harboe Castberg und der Anne Margrethe Zimmer Henckell (1793–1854). Helene überlebte ihren Ehemann um 25 Jahre und gebar ihm acht Kinder: Mathilde Sophie (1845–1916), Margrethe (1846–1914), Fredrik Castberg (1848–1871), Konrad (1849–1889), Axel Peter Harboe (1851–1855), Anna (1852–1882), Andreas Frederik Julius (1855–1879), Aage August (1863–1900).
Conrad Krebs ist auf dem Assistens Kirkegård begraben.

## Karriere

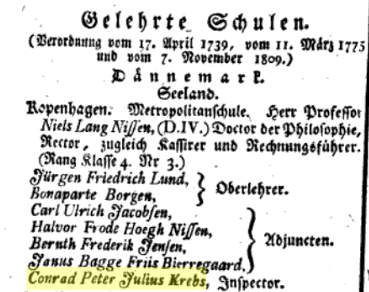
Lehrpersonal der Kopenhagener Metropolitanskolen, 1835. Conrad Krebs noch auf der untersten Stufe der Karriereleiter.

Conrad Krebs wurde 1819 im Gymnasium Horsens lærde Skole (Horsens Gelehrte Schule), heute Horsens Statsskole, aufgenommen, wo er 1826 das Examen Artium (Abitur) ablegte und im folgenden Jahr das philologisch-philosophische Examen, beide med bedste Charakteer (mit der Bestnote). Danach studierte er Theologie und Klassische Sprachen, legte das für eine Beamtenlaufbahn vorgesehene embedseksamen (Beamtenprüfung) nicht ab, erwarb aber 1834 den Magister artium. 1829 wurde er vom Gormske Institut als Lehrer angestellt. Seine eigentliche pädagogische Karriere aber durchlief er in der 1209 als Domschule gegründeten Metropolitanskolen, zunächst ab November 1834 als Inspector, ab 1837 als Timelærer und ab September 1839 als virkelig Inspector. 1846 stieg er zum Adjunkt auf und 1858 zum Overlærer. Ab 1867 leitete er als Rector die Schule. Der Staatskalender von 1835 demonstriert die pädagogische Karriereleiter an den Dänischen Gelehrten Schulen zu einem Zeitpunkt, als Conrad Krebs sich noch auf der untersten Stufe befand.
Er unterrichtete vor allem Latein und Hebräisch und war „ein geachteter, geschickter und energischer Lehrer, vor allem für die älteren Schüler.“ Als durch die Schulreform vom 1. April 1871 die Zahl der Klassen in den Gelehrten Schulen von acht auf sechs reduziert wurde, mussten höhere Anforderungen für die Aufnahme des ersten Jahrgangs gestellt werden. Damit war die Notwendigkeit für eine vorbereitende Schule gegeben; diese wurde von Conrad Krebs 1872 unter dem Namen Krebs' Skole gegründet. 1877 gab er das Rektorat an der Metropolitanskolen auf, um sich ganz seiner eigenen Schule zu widmen. „Krebs' Schule war keiner pädagogischen Richtung angeschlossen, sondern wollte den Schülern eine solide akademische Grundlage geben. Dieses Prinzip wird bis heute fortgeführt, wo die Lehrer immer noch die Freiheit der Methode haben.“
Conrad Krebs veröffentlichte einige Lehrbücher, darunter 1864 zusammen mit C. Kerrn Latinsk Læsebog for Begyndere. Er war Sekretär der Det søsterlige velgørenhedsselskab (Die gemeinnützige Schwestergesellschaft) und gab von 1845 bis 1850 deren Jahrbuch Søsterlig Velgjørenhed heraus. 1839–1842 sowie 1848–1858 war er Mitherausgeber von (und Beiträger zu) Borgervennen, 1863 bis 1866 Vorsitzender der Det Pædagogiske Selskab (Pädagogische Gesellschaft). 1867 wurde Conrad Krebs zum Ritter des Dannebrogordens ernannt und 1877 zum Titularprofessor.

## Krebs' Skole

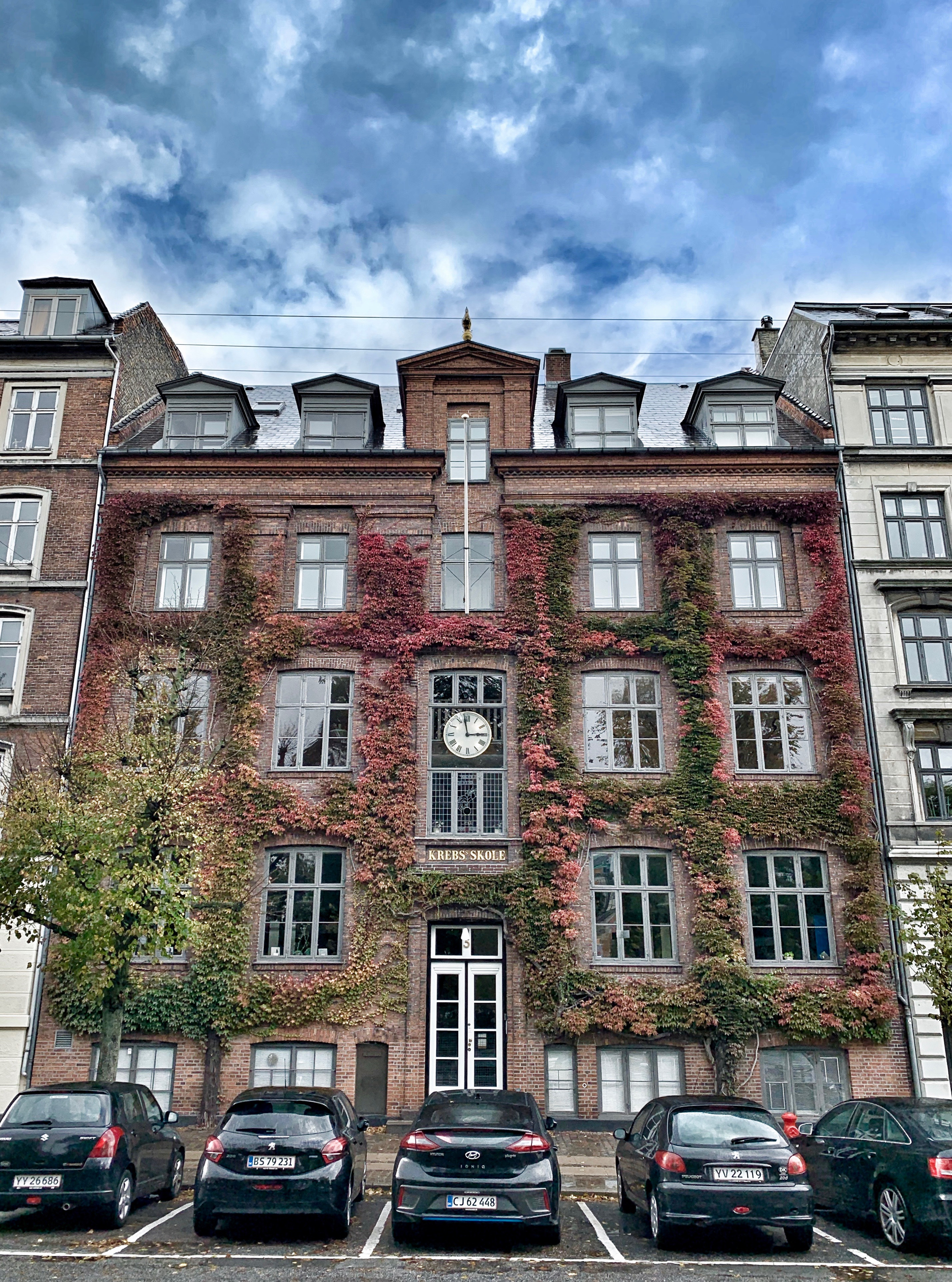
Krebs' Skole, Stockholmsgade 5, Kopenhagen (2019)

Die am 15. August 1872 gegründete Schule wurde zunächst in Krebs' eigenem Haus am Sortedam Dossering geführt. Bald danach zog sie in die Tordenskjoldsgade und dann nach Nørregade 20 um. Am 17. September 1878 bezog die Schule ein vom Architekten Charles Abrahams eigens errichtetes Gebäude in der Stockholmsgade 5. Ab 1959 expandierte sie kräftig und belegte in Folge auch die Gebäude Stockholmsgade 7 und 9. Zahlreiche Mitglieder der Dänischen Oberschicht und des Adels wurden an Krebs' Skole ausgebildet, inklusive König Frederik X. und Prinz Joachim.